# Station Kustrzyce
Station Kustrzyce is een spoorwegstation in de Poolse plaats Kustrzyce.